# 蒙托 (热尔省)
蒙托（法語：Montaut，法語發音：[mɔ̃to]）是法国热尔省的一个市镇，属于米朗德区。

## 地理
蒙托（43°23'39"N, 0°25'10"E）面积8.48 平方千米，位于法国奧克西塔尼大區热尔省，该省份为法国西南部内陆省份，北起顺时针与洛特-加龙省、塔恩-加龙省、上加龙省、上比利牛斯省、大西洋比利牛斯省和朗德省接壤。
与蒙托接壤的市镇（或旧市镇、城区）包括：维奥藏、巴尔屈尼昂、蒙德马拉斯特、圣奥朗克卡佐、圣多德、圣米歇尔、索维亚克。

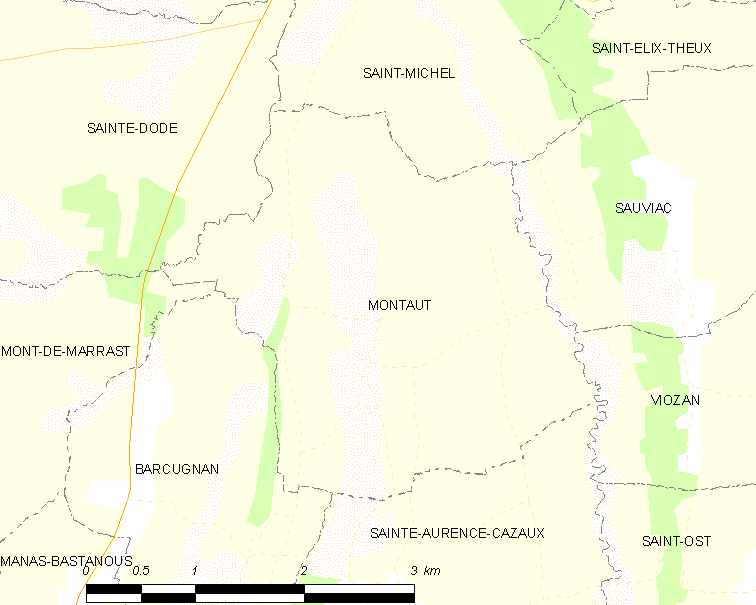
的OSM定位图

蒙托的时区为UTC+01:00、UTC+02:00（夏令时）。

## 行政
蒙托的邮政编码为32300，INSEE市镇编码为32278。

## 政治
蒙托所属的省级选区为米朗德-阿斯塔拉克县。

## 人口

1962-2008年间人口变化图示

蒙托于2022年1月1日时的人口数量为123人。